# Scopula gianellaria
Scopula gianellaria là một loài bướm đêm trong họ Geometridae.